# ماكسيميليان فايس
ماكسيميليان فايس (بالألمانية: Maximilian Weiß)‏ هو لاعب كرة قدم ألماني في مركز الوسط، ولد في 22 يونيو 1998 في ألمانيا. لعب مع كارل زايس يينا.

## وصلات خارجية
- ماكسيميليان فايس على موقع قاعدة بيانات كرة القدم.إي يو (الإنجليزية)
- ماكسيميليان فايس على موقع Soccerway.com (الإنجليزية)
- ماكسيميليان فايس على موقع عالم كرة القدم.نت (الإنجليزية)